# Château de Villeneuve (Vence)
Pour les articles homonymes, voir Château de Villeneuve.
Le château de Villeneuve est un château situé sur la commune de Vence dans le département français des Alpes-Maritimes.

## Localisation
Le château est situé sur les remparts de la vieille ville de Vence.

## Historique
Le château de Villeneuve a été construit au XVIIe siècle par la famille de Villeneuve, seigneurs puis marquis de Vence.
Il a appartenu au XXe siècle à Émile Hugues (1901-1966), député-maire de Vence et ministre de la IVe République, qui l'a légué à la commune de Vence. L'édifice est devenu la Fondation Émile-Hugues, espace d'expositions temporaires consacrées à l'art contemporain et au rappel des séjours à Vence d'artistes comme Matisse, Dufy, Chagall ou Dubuffet.

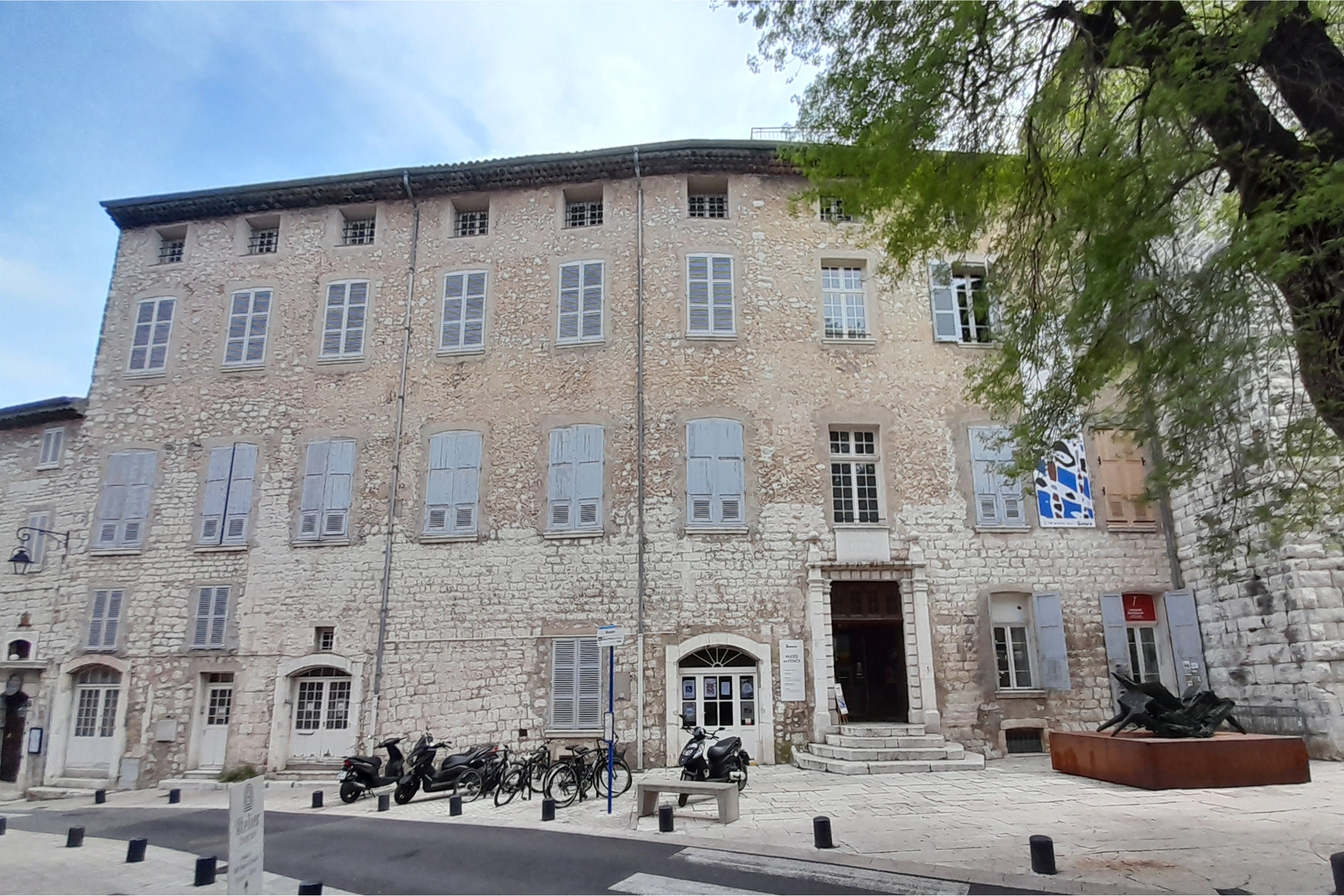
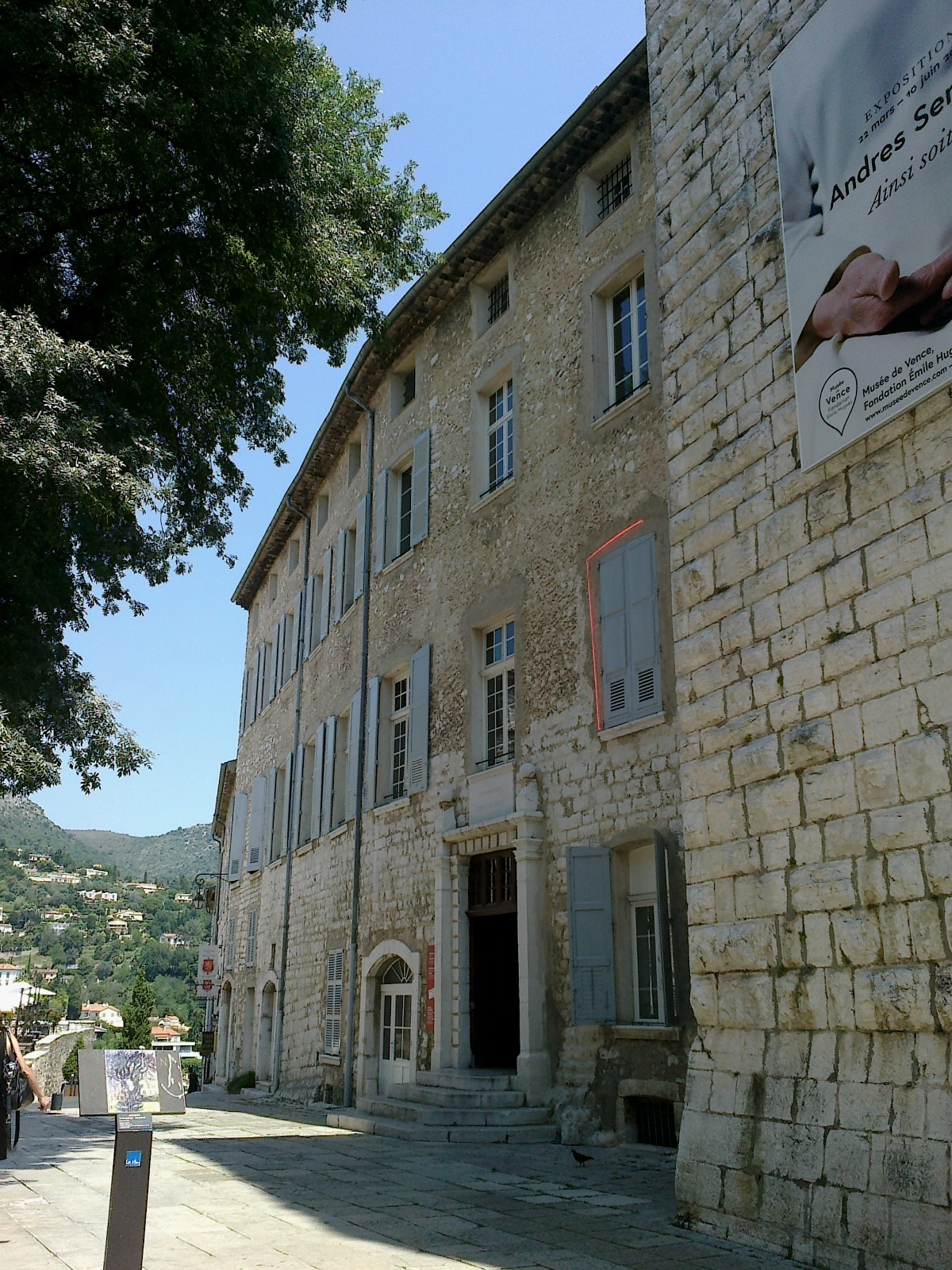